# Aloe rauhii
Aloe rauhii é uma espécie de liliopsida do gênero Aloe, pertencente à família Asphodelaceae.